# Distrito de Bremgarten
El distrito de Bremgarten (en alemán Bezirk Bremgarten) es uno de los quince distritos del cantón de Argovia. Tiene una superficie de 117,46 km². La capital del distrito es la ciudad histórica de Bremgarten.

## Geografía
El distrito de Bremgarten limita al norte con el distrito de Baden, al este con Dietikon (ZH) y Affoltern (ZH), al sur con Muri, y al oeste con Lenzburg.

## Comunas
| Distrito de Bremgarten     | Distrito de Bremgarten | Distrito de Bremgarten |
| Comunas                    | Población (31.12.2014) | Superficie km²         |
| -------------------------- | ---------------------- | ---------------------- |
| Arni                       | 1871                   | 3.37                   |
| Berikon                    | 4553                   | 5.38                   |
| Bremgarten                 | 7755                   | 11.36                  |
| Büttikon                   | 987                    | 2.82                   |
| Dottikon                   | 3861                   | 3.89                   |
| Eggenwil                   | 937                    | 2.46                   |
| Fischbach-Göslikon         | 1580                   | 3.07                   |
| Hägglingen                 | 2352                   | 7.73                   |
| Islisberg                  | 617                    | 1.65                   |
| Jonen                      | 1959                   | 5.70                   |
| Niederwil                  | 2651                   | 6.15                   |
| Oberlunkhofen              | 1931                   | 3.25                   |
| Oberwil-Lieli              | 2222                   | 5.35                   |
| Rudolfstetten-Friedlisberg | 4407                   | 4.90                   |
| Sarmenstorf                | 2767                   | 8.30                   |
| Tägerig                    | 1427                   | 3.30                   |
| Uezwil                     | 456                    | 2.45                   |
| Unterlunkhofen             | 1291                   | 4.49                   |
| Villmergen                 | 6846                   | 11.94                  |
| Widen                      | 3504                   | 2.62                   |
| Wohlen                     | 15 446                 | 12.48                  |
| Zufikon                    | 4376                   | 4.80                   |
| Total (22)                 | 73 796                 | 117.46                 |

## Cambios desde 2010

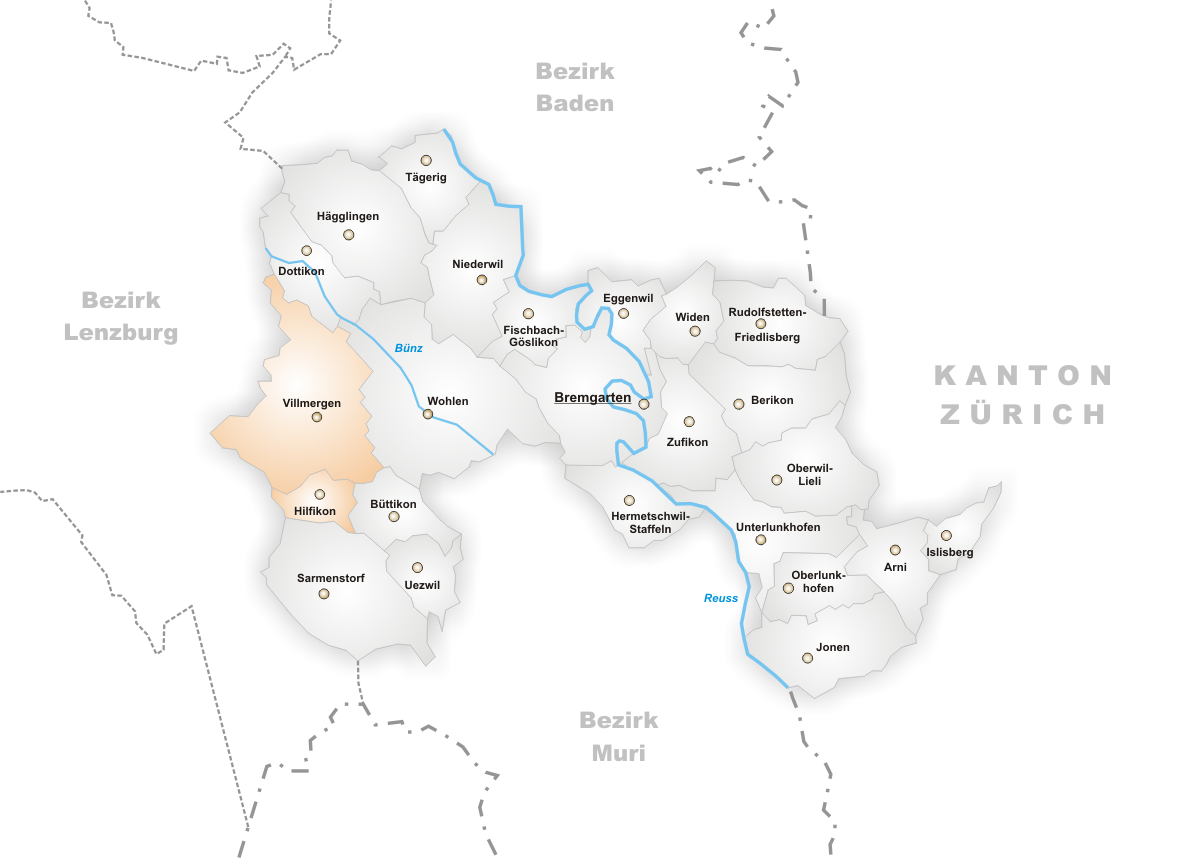
Comunas hasta 2009
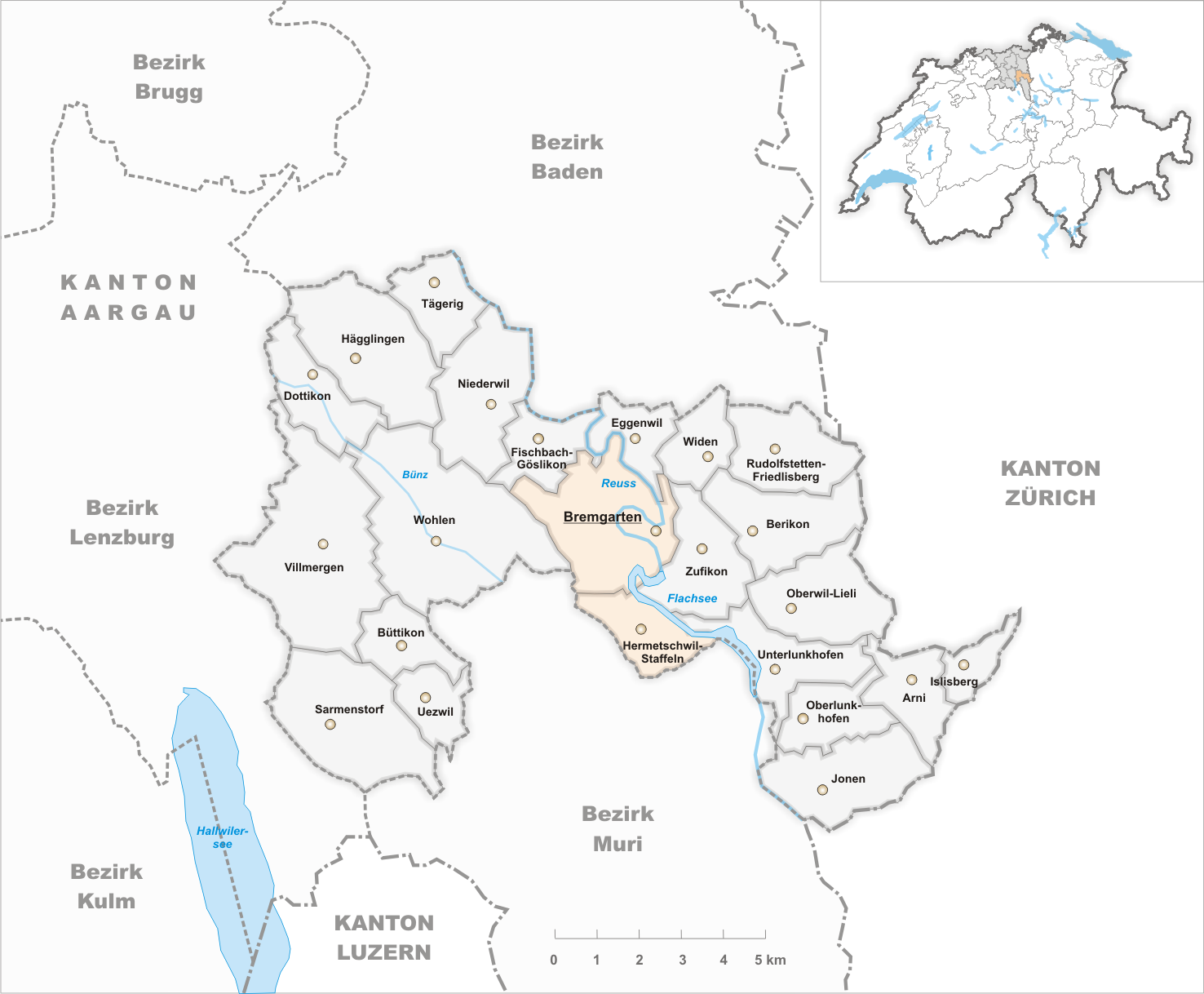
Comunas hasta 2013

### Fusiones
- 2010: Hilfikon y Villmergen → Villmergen
- 2014: Bremgarten y Hermetschwil-Staffeln → Bremgarten